# Čížov (tvrz)
Tvrz Čížov stávala jihovýchodně od zaniklé osady Čížov v místech dnešní silnice spojující Starou Říši a Vápovice.

## Historie
Přesná doba vzniku tvrze není známá, nicméně se předpokládá, že vznikla ve 13. století spolu s nedalekým Čížovem a sloužila jako jeho panské sídlo. Jediné zmínky o Čížově pochází z let 1358, kdy jej prodával Frenclin Schober z Hor, a 1466, kdy byl ve vlastnictví Oldřicha z Miličína. K zániku tvrze došlo pravděpodobně na konci 15. století.

## Popis
Veškerá zástavba tvrze byla pravděpodobně ze dřeva, takže do současnosti se z ní nedochovaly jakékoliv stopy. Vnitřní dispozice tak dnes není možné rekonstruovat. Dochovalo se vlastní asi 15 metrové jádro objektu obehnané dvojicí příkopů a valem. Vnitřní příkop dosahuje šířky 8 m a hloubky 1,5 m, ovšem v době existence dosahoval přibližně dvojnásobných hodnot. Vnější příkop je ještě asi o metr širší a hluboký kolem dvou metrů. Při stavbě silnice však došlo ke zničení severozápadní části tvrziště.